# AM6525
AM6525 є хімічно пекулярною зорею спектрального класу
B8 й має видиму зоряну величину в смузі V приблизно 12,4.